# Salmo fibreni
Espèce
Statut de conservation UICN

 CR  : 
En danger critique
Salmo fibreni est une espèce de poissons d'eau douce de la famille des Salmonidae.

## Répartition
Cette espèce est endémique du lac de Posta Fibreno (it), bordant la commune de Posta Fibreno, dans le Latium en Italie.

## Description
Salmo fibreni peut mesurer jusqu'à 195 mm, queue non comprise.

## Systématique
Le nom valide complet (avec auteur) de ce taxon est Salmo fibreni Zerunian (d) & Gandolfi (d), 1990.

### Étymologie
Son épithète spécifique, fibreni, fait référence au bassin de la rivière Fibreno (it) qui inclut le lac de Posta Fibreno, localité type de cette espèce.

### Publication originale
- (it + en) Sergio Zerunian et Gilberto Gandolfi, « Salmo fibreni n. sp. (Osteichthyes, Salmonidae) endemica nel bacino del Fibreno (Italia centrale) », Rivista di Idrobiologia, Instituto di Idrobiologia e Pescicoltura G. B. Grassi dell'Università di Perugia, Italie, vol. 29, no 1,‎ 1990, p. 521-532.